# بسايكوز
البسايكوز (بالإنجليزية: Psicose)‏ أو D-ألولوز أو D-رايبو-2-هكسولوز هو سكر أحادي منخفض الطاقة جدا. وهو مصاوغ صنوي للفركتوز على ذرة الكربون رقم 3 ويوجد بكميات قليلة في المنتجات الزراعية والمعقدات الكربوهيدراتية المحضرة تجاريا.وهو يعرف بكونه سكرا نادرا لأنه نادر الوجود في الطبيعة وحتى عندما يكون موجودا يكون ذلك فقط بكميات قليلة. وهو ينتج 0.3% من الطاقة الأيضية التي تنتجها كمية مكافئة من السكروز. واسم هذا السكر مشتق من اسم المضاد الحيوي بسايكوفورانين الذي يستخلص منه سكر البسايكوز.